# Struthio camelus camelus
El avestruz de cuello rojo  o avestruz del Sahara (Struthio camelus camelus) es una subespecie de avestruz que habita los desiertos y estepas del norte africano.

## Características
Es la más robusta de las subespecies de avestruz (y a la vez de todas las aves actuales), así como también la más veloz en tierra, y la que mejor soporta la carencia de agua (siendo razonable por ser un animal de hábitat secos). Haciendo honor a su nombre, la coloración de su cuello y patas es rosa rojizo, más intenso en los machos durante la época de celo.

## Conservación
Esta subespecie se encuentra en una situación mucho más preocupante que las demás. Tan solo quedan algunos ejemplares dispersos por varios países del norte de África. Entre los intentos de conservación de esta especie destaca su introducción en el Parque nacional de Souss-Massa, en Marruecos, con el objeto de aclimatarlo a condiciones naturales y proceder, posteriormente, a su liberación en su antigua área de repartición cuando se pueda garantizar su supervivencia. Su reproducción ha sido tan exitosa que se han empezado a trasladar ejemplares a zoológicos europeos para contribuir a la conservación del núcleo salvaje.